# Appellationsgericht Breslau
Das Appellationsgericht Breslau war zwischen 1849 und 1879 ein preußisches Appellationsgericht mit Sitz in Breslau.

## Geschichte
Die "Verordnung über die Aufhebung der Privatgerichtsbarkeit und des eximierten Gerichtsstandes sowie über die anderweitige Organisation der Gerichte" vom 2. Januar 1849 hob dann auch die Patrimonialgerichtsbarkeit auf. Gleichzeitig wurde das Appellationsgericht Breslau geschaffen. Dem Appellationsgericht Breslau waren die Kreisgerichte nachgelagert, die grundsätzlich je Landkreis eingerichtet wurden. Dem Appellationsgericht Breslau war das Oberappellationsgericht Berlin übergeordnet.
Mit den Reichsjustizgesetzen wurden die Gerichte im Deutschen Reich vereinheitlicht. Das Appellationsgericht Breslau wurde 1879 aufgehoben. Neu eingerichtet wurden nun das Oberlandesgericht Breslau und das Landgericht Breslau. 

## Sprengel
Der Sprengel des Appellationsgerichtes Breslau umfasste den Regierungsbezirk Breslau ohne den Kreis Guhrau (der dem Appellationsgericht Glogau zugeordnet war) und die Kreise Bolkenhain, Hirschberg, Jauer, Landeshut und Schönau aus dem Regierungsbezirk Liegnitz. Es bestanden dort 23 Kreisgerichte in 6 Schwurgerichtsbezirken.
| Kreisgericht                     | Sitz                | Schwurgerichtsbezirk | Gerichtskommissionen                                                                |
| -------------------------------- | ------------------- | -------------------- | ----------------------------------------------------------------------------------- |
| Stadtgericht Breslau             | Breslau             | Stadtgericht Breslau |                                                                                     |
| Kreisgericht Breslau             | Breslau             | Stadtgericht Breslau | Gerichtskommission in Canth                                                         |
| Kreisgericht Brieg               | Brieg               | Brieg                |                                                                                     |
| Kreisgericht Frankenstein        | Frankenstein        | Glatz                | Gerichtsdeputation in Reichenstein                                                  |
| Kreisgericht Glatz               | Glatz               | Glatz                | Gerichtsdeputation in Neurode, Gerichtskommissionen in Lewin, Reinerz, Wünschelburg |
| Kreisgericht Habelschwerdt       | Habelschwerdt       | Glatz                | Gerichtskommissionen in Landeck, Mittelwalde                                        |
| Kreisgericht Hirschberg          | Hirschberg          | Jauer                | Gerichtskommissionen in Hermsdorf unterm Kynast, Schmiedeberg                       |
| Kreisgericht Jauer               | Jauer               | Jauer                | Gerichtsdeputation in Schönau,                                                      |
| Kreisgericht Landeshut           | Landeshut           | Jauer                | Gerichtskommissionen in Liebau, Schömberg                                           |
| Kreisgericht Militsch            | Militsch            | Stadtgericht Breslau | Gerichtsdeputation in Trachenberg, Gerichtskommission in Prausnitz                  |
| Kreisgericht Münsterberg         | Münsterberg         | Glatz                |                                                                                     |
| Kreisgericht Namslau             | Namslau             | Brieg                |                                                                                     |
| Kreisgericht Neumarkt            | Neumarkt            | Stadtgericht Breslau |                                                                                     |
| Kreisgericht Oels                | Oels                | Stadtgericht Breslau | Gerichtskommission in Bernstadt                                                     |
| Kreisgericht Ohlau               | Ohlau               | Brieg                | Gerichtskommission in Wanker                                                        |
| Kreisgericht Reichenbach         | Reichenbach         | Schweidnitz          |                                                                                     |
| Kreisgericht Schweidnitz         | Schweidnitz         | Schweidnitz          | Gerichtskommissionen in Freiburg, Zobten                                            |
| Kreisgericht Strehlen            | Strehlen            | Brieg                | Gerichtskommission in Nimptsch                                                      |
| Kreisgericht Striegau            | Striegau            | Jauer                | Gerichtskommission in Bolkenhain                                                    |
| Kreisgericht Trebnitz            | Trebnitz            | Stadtgericht Breslau |                                                                                     |
| Kreisgericht Waldenburg          | Waldenburg          | Schweidnitz          | Gerichtskommission in Friedland                                                     |
| Kreisgericht Polnisch-Wartenberg | Polnisch-Wartenberg | Stadtgericht Breslau | Gerichtskommission in Festenberg                                                    |
| Kreisgericht Wohlau              | Wohlau              | Stadtgericht Breslau | Gerichtsdeputation in Steinau, Gerichtskommissionen in Raudten, Winzig              |

## Richter
- Gottfried Gustav von Möller (Präsident 1857 bis 1868)
- Ludwig Friedrich Heinrich Holzapfel (Erster Präsident 1870 bis 1877)[2]
- Carl Friedrich August Ludwig Leberecht Freiherr von Glaubitz (1862–1870 Appellationsgerichtsrat)[2]